# Judy Farrell
Judy Farrell rozená Hayden (11. května 1938 Quapaw, Oklahoma – 2. dubna 2023) byla americká herečka, kterou v českém prostředí proslavila úloha zdravotní sestry Able v televizním seriálu M*A*S*H, zachycujícího prostředí vojenské nemocnice v korejském válečném konfliktu.

## Život
Narodila se 11. května 1938 (některé zdroje však uvádějí datum 1. března) v oklahomském městečku Quapaw. Studovala divadelní herectví na Oklahomské státní univerzitě a poté získala magisterský titul na Kalifornské univerzitě v Los Angeles (UCLA). Během tamních studií ve třídě muzikálu a komedie v roce 1961 potkala svého budoucího manžela Mikea Farrella.
Od konce 60. let následující desetiletí účinkovala převážně v televizní produkci, jako byly seriály Judd For The Defense, Agent Smart, Room 222, The Interns, Medical Center, The Rookies, Emergency!, The Partidge Family nebo Koroner Quincy. Nejviditelnější se však stala její úloha sestry Able, do níž nastoupila v páté řadě dramedického sitcomu M*A*S*H (1976), poté co se v této roli vystřídaly herečky Kellye Nakahara, Sherry Steffens či Lois Foraker. Poprvé se objevila ve 4. dílu série Sejde z očí, sejde z mysli a naposledy si roli Able zopakovala ve finále celého seriálu Nashledanou, sbohem a amen, vysílaném roku 1983.
Zahrála si také v seriálu Benson (1981) či paní Charlotte Miller v seriálu Fame (1982). Objevila se ale i v menších rolích na filmovém plátně, např. ve filmech Kmen Andromeda (1971), J.W. Coop (1972) nebo Chapter Two (1979). Později se podílela na scénářích k seriálu televize ABC z nemocničního prostředí Port Charles (1998–2003), který vzniklo jako spin-off seriálu General Hospital. Poslední její hereckou úlohou byla Diane Harris v romantické komedii Long-Term Relationship (2006).
Jejím manželem byl v letech 1963–1983 Mike Farrell, herecký partner ze seriálu M*A*S*H, s nímž měla syna Michaela a dceru Erin, a od roku 1985 až do její smrti herec Joe Bratcher. Před koncem března 2023 byla stižena mrtvicí a posledních 9 dní života strávila na nemocničním lůžku ve West Hills Hospital and Medical Center, než 2. dubna 2023 ve věku 84 let zemřela.